# Gospodarstvo Kine
Gospodarstvo Kine drugo je po veličini gospodarstvo u svijetu (mjereno apsolutnim razinama BDP-a). Vrijednost BDP-a po glavi stanovnika iznosi 7 600 USD (2010.), što je malo u usporedbi s razvijenim zemljama.
Godine 2005., 70% vlasničkog udjela u Kini bilo je u privatnim rukama. Vlada je učinila znatne napore na promicanju i zaštiti stranih ulaganja, koja su od velike važnosti za zemlju. Javni sektor predstavlja oko 200 velikih državnih poduzeća, uglavnom na području teške industrije i energije.

## Gospodarstvo od 1949. do 1978.
Nakon uspostave Narodne Republike Kine 1949., primjenjivala su se ekonomska načela na tragu SSSR-a. Nisu dovela do uspjeha, bilo je loših ekonomskih poteza poput proizvodnje čelika u selima i drugih sličnih projekata. Tada je kinesko gospodarstvo u svjetskoj proizvodnji sudjelovalo samo s 3%.

## Gospodarstvo od 1978. do 1989.
Tek od 1978., nakon odvajanja od sovjetskog utjecaja, kineska vlada počela je s reformama kako bi se približila zapadnom svijetu. Napušten je koncept kolektivizacije poljoprivrede. Arhitekt tih promjena, glavni tajnik Komunističke partije Kine, Deng Xiaoping, krenuo je na turneju u SAD, gdje je odlučio pokazati predanost zemlje promjenama. Nakon toga, dozvolio je dolazak kineskih studenata i znanstvenika u SAD te otvaranje zemlje stranim turistima. Mnogi elementi planskog gospodarstva naknadno su uklonjeni, ali neki su i dalje ostali (npr., petogodišnji planovi).
U službenim se dokumentima po prvi put od 1978. prihvaćaju tržišni principi, koji će kasnije postati kamen temeljac novog gospodarskog ustroja zemlje. To je nazvano socijalistička tržišna ekonomija. Uspješno se dogodio snažan gospodarski rast od sredine '80.-ih, zahvaljujući kojem mnogi su ljudi prestali živjeti u siromaštvu. Između 1981. i 2001., smanjio se broj ljudi koji su živjeli ispod granice siromaštva od 53% na samo 8%. Povećana je kupovna moć Kineza i zemlja je u svjetskom gospodarstvu počela igrati važnu ulogu.
Zahvaljujući interesu mnogih zemalja za trgovinu s Kinom, pitanja ljudskih prava nisu bila u prvom planu. Kina je zemlja, koja je još uvijek među prvima u kršenju ljudskih prava. Jedan od najpoznatijih takvih slučajeva bila je oružana akcija protiv učenika na trgu Tiananmen 1989. Iako je država, nakon ove akcije bila u međunarodnoj izolaciji, to je trajalo samo nekoliko godina te su poslovni i politički odnosi ponovno uspostavljeni na prethodnoj razini. Embargo na uvoz oružja, traje i danas.

## Gospodarstvo nakon 1989.
Kineska komunistička partija uspostavula je za strane tvrtke posebne ekonomske zone od 1993., gdje su se otvorile tvornice i iskoristio se relativno velik potencijal kineske radne snage. Ta područja imaju male poreze i postala su vrlo atraktivna za investitore. U određenoj mjeri, pomažu izvozu i gospodarskom rastu. Od 1978., gospodarska dobit gotovo se udeseterostručilo (od 140 milijarda dolara do 1,4 bilijuna dolara).
Niz važnih reformi omogućilo je pojavu malih privatnih poduzeća u uslužnim djelatnostima. Glavna gospodarska područja koncentrirana su oko najvećih grada poput Šangaja i oko istočne kineske obale u cjelini. Od dominantne proizvodnje jeftinog tekstila, obuće i ostale robe široke potrošnje teži se preorijentiranju na proizvodnju složenijih proizvoda i promijeniti imidž proizvođača robe niske kvalitete robe.
Najvažniji pokretač gospodarstva je vanjska trgovina. Dok je 2004. trgovinska bilanca pokazala, da je uvoz veći od izvoza u vrijednosti od 59 milijardi dolara, već je 2005., izvoz je bio veći od uvoza za 102 milijarde dolara, a 2007., 200 milijardi dolara. Domaće tržište i dalje je u velikoj mjeri ograničeno malom kupovnom moći stanovništva.
U unutrašnjosti Kine, spore su promjene i još uvijek je velika zaostalost u usporedbi s obalnim područjima Kine. Vlada pokreće velike projekte poput izgradnje hidroelektranea Tri klanca i drugih bitnih infrastrukturnih projekata poput gradnje željeznice. Jedan od mnogih problema je migracija ljudi iz ruralnih područja u gradove. U razvijenijim područjima Kine, ipak je malo veća zarada, nego u ruralnim sredinama. Životni standard još je uvijek nizak za većinu stanovništva, kao i uvjeti rada i radnička prava (npr. zaposlenici nemaju pravo na štrajk, itd.).
Kina je krajem 2001. ušla u Svjetsku trgovinsku organizaciju (WTO). Autorska prava često su ugrožena, uglavnom zbog piratstva i plagijatora.
Kineski gospodarski rast na početku 21. stoljeća iznosio je više od 10% godišnje, zbog čega Kina postaje sve veća konkurencija ostalim svjetskim gospodarstvima. Kina ima probleme u sve većoj potražnji za sirovinama i energijom, što dovodi do povećanja cijena na svjetskim tržištima (rastuća potražnja). Kina je stoga pokrenula gospodarsku suradnju s afričkim i srednjoazijskim zemljama, koje su bogate nalazištima nafte i prirodnog plina.
Postoje i poteškoće na području ekologije. Zbog intenzivne industrijske proizvodnje dolazi do zagađenja zraka, tla, rijeka i pojave kiselih kiša.